# محمد رمضان (لاعب كرة قدم مواليد 1991)
محمد رمضان (4 أبريل 1991 في السويد - ) هو لاعب كرة قدم سويدي في مركز الهجوم. شارك مع منتخب لبنان لكرة القدم. أما مع النوادي، فقد لعب مع نادي هلسينغبورغ ونادي مالمو لكرة القدم ‏ وFC Rosengård 1917 ‏ وHIF Akademi ‏ وÄngelholms FF ‏ وKvarnby IK ‏ ونادي تريليبورج ‏ ونادي لاندسكرونا ‏.

## وصلات خارجية
- محمد رمضان على موقع اتحاد السويد (السويدية)
- محمد رمضان على موقع قاعدة بيانات كرة القدم.إي يو (الإنجليزية)
- محمد رمضان على موقع ناشيونال فوتبول تيمز (الإنجليزية)
- محمد رمضان على موقع Soccerway.com (الإنجليزية)
- محمد رمضان على موقع عالم كرة القدم.نت (الإنجليزية)